# NGC 514

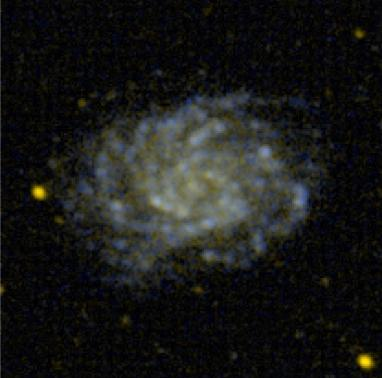
NGC 514 (ultraviolet, GALEX)

NGC 514 este o galaxie spirală situată în constelația Peștii. A fost descoperită în 16 octombrie 1784 de către William Herschel. De asemenea, a fost observată încă o dată de către John Herschel.